# Children of the Corn II: The Final Sacrifice
Children of the Corn II: The Final Sacrifice is een Amerikaanse horrorfilm uit 1992 onder regie van David Price. Het is het tweede deel in de Children of the Corn-filmserie.

## Verhaal
De overlevende kinderen uit Gatlin worden geadopteerd door mensen uit het nabije Hemingford. Ze komen ook hier weer onder de macht van He Who Walks Behind the Rows. Onder aanvoering van de bezeten Micah zetten ze hun moorddadige sekte-activiteiten voort.

## Rolverdeling
| Acteur         | Personage        |
| -------------- | ---------------- |
| Terence Knox   | John Garret      |
| Paul Scherrer  | Danny Garret     |
| Ryan Bollman   | Micah            |
| Christie Clark | Lacey Hellerstat |
| Rosalind Allen | Angela Casual    |
| Ned Romero     | Frank / Red Bear |
| Sean Bridgers  | Jedediah         |
| Kristy Angell  | Ruth             |